# ويليام براون (عسكري)
ويليام براون (بالإنجليزية: William Brown)‏ هو عسكري أمريكي، ولد في 1759، وتوفي في 1808.